# La Vraconnaz
La Vraconnaz (oder La Vraconne) ist ein Dorf in der Gemeinde Sainte-Croix im Kanton Waadt und im Westschweizer Jura. Auf der Höhe von 1108 m ü. M. gelegen, zählt der Ort zu den höchsten dauernd bewohnten Siedlungen im Jura.

## Geographie
Die kleine Ortschaft liegt im Hügelgebiet zwei Kilometer nordwestlich von Sainte-Croix unweit vom Oberlauf des Flusses Noiraigue, der ein Zufluss der Areuse ist und somit zum Flussgebiet des Rheins gehört. Auf der Karstlandschaft des Mauvais Crêt im Westen von La Vraconnaz, im Gebiet der französischen Gemeinde Les Fourgs, liegt die kontinentale Hauptwasserscheide; die westlich anschliessende Gebirgslandschaft befindet sich bereits im Einzugsgebiet der Rhone.
Beim Dorf La Vraconnaz erstreckt sich eine langgezogene Mulde etwa drei Kilometer weit in west-östlicher Richtung zwischen mehreren Hügeln, die verschiedenen, schwach ausgeprägten Antiklinalen des Faltenjura angehören. Angesichts der komplizierten geologischen Strukturen von Ablagerungen aus dem Zeitalter der Unterkreide, von denen es im Gebiet von La Vraconnaz gute Aufschlüsse gibt, wird in der Fachliteratur die Zuordnung bestimmter Schichten zu einer Altersstufe «Vraconnien» diskutiert. Über die Bergreihe im Norden verläuft die Grenze zum Kanton Neuenburg und über die Anhöhen im Westen die Landesgrenze zu Frankreich. Durch ein kleines Tal zwischen den Bergen Mont de la Chèvre und Mont Buclard fliesst ein Bach von La Vraconnaz gegen Süden zur Noiraigue hinunter. Der westliche Abschnitt des Hochtals bildet eine weite, mehr als 20 Meter tiefe Senke, die durch zahlreiche Dolinen unterirdisch entwässert wird.
So wie die nahe gelegenen Dörfer La Chaux-de-Ste-Croix und L’Auberson ist auch La Vraconnaz vom Hauptort der Gemeinde Sainte-Croix durch den Passübergang Col des Étroits getrennt. Die Ortschaft ist mit vier Nebenstrassen an das übergeordnete Verkehrsnetz angebunden: Eine Strasse verläuft von der Hauptstrasse 149 nördlich des Col des Étroits durch das Tal der Noiraigue nach La Vraconnaz, eine andere verbindet dieses Dorf mit L’Auberson (und der Hauptstrasse 151), und zwei weitere verlaufen gegen Norden in den Kanton Neuenburg nach La Côte-aux-Fées. Eine Buslinie verkehrt zwischen Sainte-Croix, La Vraconnaz und Buttes. Einen direkten Grenzübergang nach Frankreich gibt es von La Vraconnaz aus nicht.
Während die Hügel rund um das Dorf bewaldet sind und forstwirtschaftlich genutzt werden, erstreckt sich im Rodungsgebiet rund um die Siedlung, die sich um mehrere alte Bauernhöfe gruppiert, offenes Grünland mit Wiesen und Weiden. In der Nähe des Dorfes liegen die Weiler und Einzelhöfe La Mouille-Mougnon, Noirvaux-Dessus, Les Rochettes, Chez-la-Besse und Prise Bornand.

## Natur

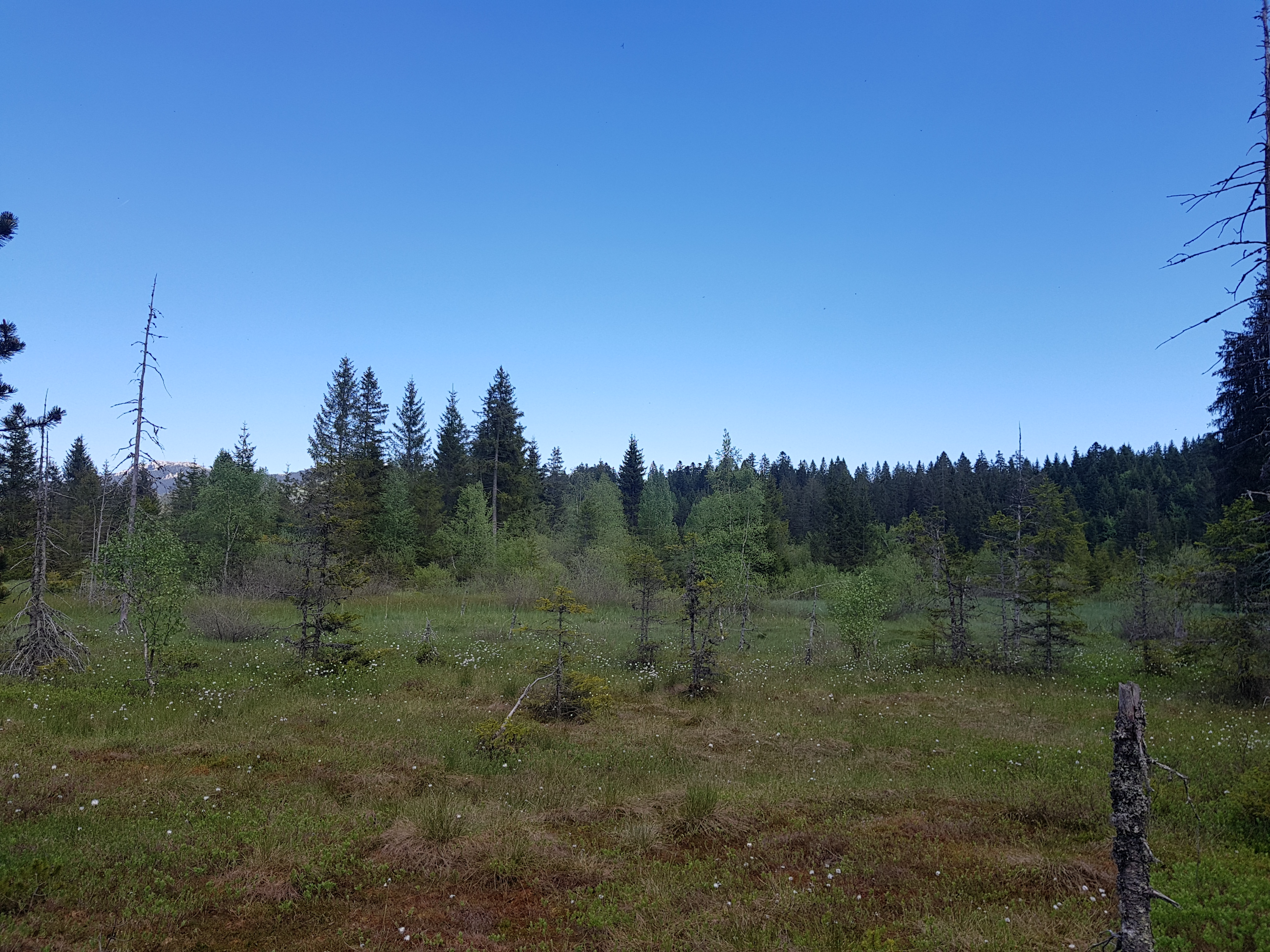
Hochmoor bei La Vraconnaz

Durch Rodung, Entwässerung, Torfausbeutung und Urbarisierung wurde nur das östliche, etwas höher liegende Gebiet des Hochtals von la Vraconnaz in einer nicht genau bekannten Zeit während des Mittelalters für die landwirtschaftliche Nutzung gewonnen. Die westlich davon liegende Zone, die durch eine Reihe von Dolinen vom bewirtschafteten Grünland getrennt ist, blieb stets als grosses Feuchtgebiet mit einem lockeren Baumbestand erhalten. Der Naturraum bildet eine der grössten zusammenhängenden Sumpf- und Moorflächen der Westschweiz. Wegen der artenreichen Pflanzengemeinschaft wurde das Mouille de la Vraconnaz (bzw. Mouille de la Vraconne) genannte Biotop schon früh als Naturschutzgebiet ausgewiesen: 1911 vereinbarte der Schweizerische Bund für Naturschutz (SBN) gegen Entschädigungszahlungen das Ende der Torfgewinnung in der Kernzone des Feuchtgebiets, das dadurch zum ersten Naturreservat der Westschweiz bestimmt wurde. Zum grossen Lebensraum gehören neben ausgedehnten Flachmooren auch noch einige Restflächen mit Hochmoorgesellschaften. Das Feuchtgebiet ist zusammen mit den umliegenden Hügeln bis zur Landesgrenze und einem Bereich der bewirtschafteten Wiesen auch im Bundesinventar der Moorlandschaften von besonderer Schönheit und von nationaler Bedeutung verzeichnet und wird als wertvoller Naturraum im Smaragd-Netzwerk gemäss der Übereinkommen über die Erhaltung der europäischen wildlebenden Pflanzen und Tiere und ihrer natürlichen Lebensräume (Berner Konvention) aufgeführt. Das Moor von La Vraconnaz wurde durch mehrere naturwissenschaftliche Studien dokumentiert und ist ein Ziel für Naturexkursionen im Tourismusangebot des Kantons Waadt bekannt.
Die nördliche Talflanke neben der Noiraigue östlich von La Vraconnaz ist als kantonales Naturwaldreservat geschützt.